# Valencia E-Prix 2021
Der Valencia E-Prix 2021 (offiziell: 2021 DHL Valencia E-Prix) fand am 24. und 25. April auf dem Circuit Ricardo Tormo in der Provinz Valencia statt und war das fünfte und sechste Rennen der FIA-Formel-E-Weltmeisterschaft 2020/21.

## Bericht

### Hintergrund
Zum ersten Mal in der Geschichte der Formel E wurde ein Rennen auf dem Circuit Ricardo Tormo ausgetragen und der E-Prix wurde zum Ersten in Spanien ausgetragenen Rennen der Meisterschaft. Als Streckenlayout wurde die Grand-Prix-Strecke in einer leicht veränderten Form verwendet. Die Länge dabei betrug 3.376 Kilometer und die Strecke beinhaltete 15 Kurven.
In der Fahrerwertung führte Sam Bird mit 4 Punkten vor Mitch Evans und 9 Punkten vor Robin Frijns. In der Konstrukteurswertung führte Jaguar Racing mit 17 Punkten vor Mercedes und 36 Punkten vor DS Techeetah.

### Renntag 1

#### Training
Im ersten Freien Training am 24. April um 7:20 Uhr wurde António Félix da Costa mit einer Zeit von 1:27.238 Schnellster vor Maximilian Günther.
Im zweiten Training (ebenfalls am 24. April) wurde Maximilian Günther mit einer Zeit von 1:26.958 Schnellster vor Alex Lynn.

#### Qualifying
Das Qualifying begann um 12:00 Uhr und fand in vier Gruppen zu je sechs Fahrern statt, jede Gruppe hatte drei Minuten Zeit, in der die Piloten maximal eine gezeitete Runde mit einer Leistung 200 kW und anschließend maximal eine gezeitete Runde mit einer Leistung von 250 kW fahren durften. Alex Lynn wurde mit einer Zeit von 1:26.799 Schnellster und erhielt einen Punkt.
Die sechs schnellsten Fahrer fuhren anschließend im Superpole genannten Einzelzeitfahren die ersten sechs Positionen aus. António Félix da Costa wurde mit einer Zeit von 1:26.522 schnellster Fahrer und sicherte sich somit 3 weitere Punkte. Nyck de Vries wurde um 5 Plätze nach hinten versetzt, nachdem er beim Rom E-Prix eine Kollision verursacht hatte.

#### Rennen
Das Rennen ging über eine Zeit von 45 Minuten zuzüglich einer Runde. Jeder Fahrer musste den Attack-Mode erneut zweimal aktivieren, nach der Aktivierung leistete das Fahrzeug für eine Zeit von vier Minuten maximal 235 kW statt 200 kW.
Aufgrund der regnerischen Bedingungen wurde entschieden das Rennen zuerst eine Runde lang unter Safety-Car zu fahren. Nachdem dieses nach der Runde wieder reinkam, konnte sich António Félix da Costa direkt eine kleine Führung vor Maximilian Günther rausfahren.
Kurz darauf kam es zum ersten Zwischenfall: in Kurve 9 rammte André Lotterer den Wagen von Sébastien Buemi, was diesen in die Auslaufzone drängte. Die Rennleitung schickte daraufhin erneut, diesmal für 3 Minuten, das Safety-Car raus. Buemi musste das Rennen nach nur einer Runde aufgeben. Beim Restart konnte sich da Costa erneut absetzen während Günther mit Alex Lynn um Platz 2 kämpfen musste.
Gegen Runde 6 konnte Nyck de Vries Günther überholen, Lynn musste noch eine Runde lang warten, bevor dies ihm ebenfalls gelang. Günther verlor weiterhin Zeit und wurde noch zweimal überholt bevor er sich in Runde 11 in Kurve 2 verbremste und aus dem Rennen ausschied. Mit dem darauffolgenden Safety-Car verlor da Costa seinen Vorsprung auf de Vries. Dieses blieb für drei Runden.
Beim Restart konnte sich da Costa trotz der geringen Distanz zu de Vries absetzen und an Vorsprung erneut gewinnen. Währenddessen aktivierten die ersten Fahrer ihren Attack-Mode. Das Rennen konnte jedoch nicht lange fortgesetzt werden, da Sérgio Sette Câmara nach einer Berührung mit Mitch Evans in Kurve 9 von der Strecke abkam. Das darauffolgende Safety-Car blieb für 5 Minuten auf der Strecke. Mithilfe des FanBoosts konnte da Costa erneut die Führung verteidigen.
In den letzten Runden kam es immer wieder zu kleinen Kämpfen. Das fünfte Safety-Car des Rennens musste auf die Strecke, nachdem André Lotterer nach Kontakt mit Edoardo Mortara das Rennen aufgeben musste. Beim Restart blieben dem erstplatzierten da Costa nur noch 3 Prozent Batterie, woraufhin fälschlicherweise angenommen wurde, dass ihm nur noch eine Runde übrig blieb. Dies wurde ihm zum Verhängnis, da er beim Überqueren der Ziellinie nur noch 1 Prozent Batterie und noch eine Runde zu fahren hatte. Die beiden Verfolger de Vries und Sims konnten beide an ihm vorbei, wobei de Vries als Sieger hervorging. Die letzte Runde wurde jedoch von den zahlreichen energiebedingten Ausfällen geprägt. Oliver Rowland und Alexander Sims kamen zwar auf das Podium, wurden jedoch aufgrund eines zu hohen Energieverbrauchs disqualifiziert.

### Renntag 2

#### Training
Am zweiten Renntag gab es nur ein freies Training um 8 Uhr. André Lotterer wurde mit einer Zeit von 1:35.269 Schnellster.

#### Qualifying
Das Qualifying begann um 09:00 Uhr und fand in vier Gruppen zu je sechs Fahrern statt, jede Gruppe hatte drei Minuten Zeit, in der die Piloten maximal eine gezeitete Runde mit einer Leistung 200 kW und anschließend maximal eine gezeitete Runde mit einer Leistung von 250 kW fahren durften. Jake Dennis wurde mit einer Zeit von 1:31.855 Schnellster und erhielt einen Punkt.
Die sechs schnellsten Fahrer fuhren anschließend im Superpole genannten Einzelzeitfahren die ersten sechs Positionen aus. Jake Dennis wurde mit einer Zeit von 1:28.548 schnellster Fahrer und sicherte sich somit 3 weitere Punkte.

#### Rennen
Das Rennen ging über eine Zeit von 45 Minuten zuzüglich einer Runde. Jeder Fahrer musste den Attack-Mode erneut zweimal aktivieren, nach der Aktivierung leistete das Fahrzeug für eine Zeit von vier Minuten maximal 235 kW statt 200 kW.
Das Rennen begann mit einem relativ Rennstart bei dem Pole-Setter Jake Dennis die Führung verteidigen konnte. In den Folgerunden blieb es verhältnismäßig ruhig abgesehen von kleineren Kämpfe wie zwischen Norman Nato und Oliver Turvey um Platz 3. Mit der Aktivierung des Attack-Mode kam es zu engeren Duellen da die weiter hinten platzierten Fahrer den AM früher aktivierten, während die vorderen aus Angst Plätze zu verlieren, dies nicht taten. Nachdem einige dies dennoch tun mussten, konnte sich Dennis auf dem ersten Platz halten, während der zweitplatzierte Lynn auf Platz drei zurückfiel. Diesen konnte er sich jedoch nachdem Turveys AM abgelaufen war, zurückholen.
Turvey fiel in den folgenden Runden bis auf den siebten Platz zurück während André Lotterer sicherte sich den vierten Platz. René Rast konnte sich in den Folgerunden bis auf Platz drei vorkämpfen. Dazu kamen immer wieder Duelle um die mittleren Punkteplatzierungen wie zwischen Rowland und Vergne.
In den letzten 10 Minuten hielt weiterhin Dennis die Führung, der zweitplatzierte Nato bekam währenddessen eine 5-Sekunden-Strafe und André Lotterer sich auf Platz 3 wiederfand. Rast verlor an Geschwindigkeit und wurde in Runde 28 von Lynn und Rowland überholt. Zum gleichen Zeitpunkt begann Dennis die 29. Runde während auf der Uhr noch 1 Minute und 35 Sekunden übrigblieben. Da eine Runde auf der Strecke jedoch ungefähr 1 Minute und 31 Sekunden (bei Renngeschwindigkeit) dauert, befahl ihm sein Team zu bremsen um eine zusätzliche Runde zu vermeiden. Mit dem Bremsmanöver konnten die hinteren Plätze schnell wieder zu ihm aufschließen. Aufgrund der wenigen übrigbleibenden Zeit änderte dies jedoch nichts an den Endplatzierungen.
Somit konnte sich Dennis seinen ersten Rennsieg in der Formel E sichern, nachdem er in jeder Runde das Rennen angeführt hatte.

## Meldeliste
Alle Teams und Fahrer verwendeten Reifen von Michelin.
| Team                                     | Fahrzeug                    | Nr. | Fahrer                 |
| ---------------------------------------- | --------------------------- | --- | ---------------------- |
| DS Techeetah                             | DS E-Tense FE20             | 13  | António Félix da Costa |
| DS Techeetah                             | DS E-Tense FE20             | 25  | Jean-Éric Vergne       |
| Nissan e.dams                            | Nissan IM02                 | 22  | Oliver Rowland         |
| Nissan e.dams                            | Nissan IM02                 | 23  | Sébastien Buemi        |
| Mercedes-EQ Formula E Team               | Mercedes-EQ Silver Arrow 02 | 05  | Stoffel Vandoorne      |
| Mercedes-EQ Formula E Team               | Mercedes-EQ Silver Arrow 02 | 17  | Nyck de Vries          |
| Envision Virgin Racing                   | Audi e-tron FE07            | 04  | Robin Frijns           |
| Envision Virgin Racing                   | Audi e-tron FE07            | 37  | Nick Cassidy           |
| BMW i Andretti Motorsport                | BMW iFE.21                  | 27  | Jake Dennis            |
| BMW i Andretti Motorsport                | BMW iFE.21                  | 28  | Maximilian Günther     |
| Audi Sport ABT Schaeffler Formula E Team | Audi e-tron FE07            | 11  | Lucas di Grassi        |
| Audi Sport ABT Schaeffler Formula E Team | Audi e-tron FE07            | 33  | René Rast              |
| Jaguar Racing                            | Jaguar I-Type 5             | 10  | Sam Bird               |
| Jaguar Racing                            | Jaguar I-Type 5             | 20  | Mitch Evans            |
| TAG Heuer Porsche Formula E Team         | Porsche 99X Electric        | 36  | André Lotterer         |
| TAG Heuer Porsche Formula E Team         | Porsche 99X Electric        | 99  | Pascal Wehrlein        |
| Mahindra Racing                          | Mahindra M7Electro          | 29  | Alexander Sims         |
| Mahindra Racing                          | Mahindra M7Electro          | 94  | Alex Lynn              |
| ROKiT Venturi Racing                     | Mercedes-EQ Silver Arrow 02 | 48  | Edoardo Mortara        |
| ROKiT Venturi Racing                     | Mercedes-EQ Silver Arrow 02 | 71  | Norman Nato            |
| Dragon / Penske Autosport                | Penske EV-4                 | 06  | Nico Müller            |
| Dragon / Penske Autosport                | Penske EV-4                 | 07  | Sérgio Sette Câmara    |
| NIO 333 FE Team                          | NIO 333 001                 | 08  | Oliver Turvey          |
| NIO 333 FE Team                          | NIO 333 001                 | 88  | Tom Blomqvist          |

## Klassifikationen

### Renntag 1

#### Qualifying
| Pos. | Fahrer                 | Team                                     | Zeit       | Superpole | Start |
| ---- | ---------------------- | ---------------------------------------- | ---------- | --------- | ----- |
| 01   | António Félix da Costa | DS Techeetah                             | 1:26.870   | 1:26.522  | 1     |
| 02   | Nyck de Vries          | Mercedes-EQ Formula E Team               | 1:26.914   | 1:26.730  | 7     |
| 03   | Maximilian Günther     | BMW i Andretti Motorsport                | 1:26.868   | 1:26.943  | 2     |
| 04   | Alex Lynn              | Mahindra Racing                          | 1:26.799   | 1:27.022  | 3     |
| 05   | Sébastien Buemi        | Nissan e.dams                            | 1:26.876   | 1:27.053  | 4     |
| 06   | André Lotterer         | TAG Heuer Porsche Formula E Team         | 1:26.933   | –         | 50    |
| 07   | Norman Nato            | ROKiT Venturi Racing                     | 1:26.979   | –         | 6     |
| 08   | Oliver Rowland         | Nissan e.dams                            | 1:27.002   | –         | 8     |
| 09   | Pascal Wehrlein        | TAG Heuer Porsche Formula E Team         | 1:39.241   | –         | 9     |
| 10   | Nick Cassidy           | Envision Virgin Racing                   | 1:27.072   | –         | 10    |
| 11   | Alexander Sims         | Mahindra Racing                          | 1:27.109   | –         | 11    |
| 12   | Jean-Éric Vergne       | DS Techeetah                             | 1:27.157   | –         | 12    |
| 13   | Jake Dennis            | BMW i Andretti Motorsport                | 1:27.177   | –         | 13    |
| 14   | René Rast              | Audi Sport ABT Schaeffler Formula E Team | 1:27.290   | –         | 14    |
| 15   | Robin Frijns           | Envision Virgin Racing                   | 1:27.317   | –         | 15    |
| 16   | Edoardo Mortara        | ROKiT Venturi Racing                     | 1:27.338   | –         | 16    |
| 17   | Mitch Evans            | Jaguar Racing                            | 1:27.442   | –         | 17    |
| 18   | Sérgio Sette Câmara    | Dragon / Penske Autosport                | 1:27.456   | –         | 18    |
| 19   | Tom Blomqvist          | NIO 333 FE Team                          | 1:27.481   | –         | 19    |
| 20   | Sam Bird               | Jaguar Racing                            | 1:27.619   | –         | 20    |
| 21   | Lucas di Grassi        | Audi Sport ABT Schaeffler Formula E Team | 1:27.634   | –         | 21    |
| 22   | Nico Müller            | Dragon / Penske Autosport                | 1:27.644   | –         | 22    |
| 23   | Oliver Turvey          | NIO 333 FE Team                          | 1:28.524   | –         | 23    |
| –    | Stoffel Vandoorne      | Mercedes-EQ Formula E Team               | keine Zeit | –         | 24    |

#### Rennen
| Pos.    | Fahrer                 | Team                                     | Runden | Zeit      | Start | Schnellste Runde |
| ------- | ---------------------- | ---------------------------------------- | ------ | --------- | ----- | ---------------- |
| 01      | Nyck de Vries          | Mercedes-EQ Formula E Team               | 24     | 48:20.547 | 7     | 1:40:713         |
| 02      | Nico Müller            | Dragon / Penske Autosport                | 24     | +13.128   | 22    | 1:41:723         |
| 03      | Stoffel Vandoorne      | Mercedes-EQ Formula E Team               | 24     | +34.886   | 24    | 1:41:813         |
| 04      | Nick Cassidy           | Envision Virgin Racing                   | 24     | +36.903   | 10    | 1:41:530         |
| 05      | René Rast              | Audi Sport ABT Schaeffler Formula E Team | 24     | +51.650   | 14    | 1:42:150         |
| 06      | Robin Frijns           | Envision Virgin Racing                   | 24     | +52.985   | 15    | 1:39:611         |
| 07      | Lucas di Grassi        | Audi Sport ABT Schaeffler Formula E Team | 24     | +2:41.946 | 21    | 1:42:463         |
| 08      | Jake Dennis            | BMW i Andretti Motorsport                | 24     | +3:07.061 | 13    | 1:41:904         |
| 09      | Jean-Éric Vergne       | DS Techeetah                             | 24     | +4:19.582 | 12    | 1:43:012         |
| –       | Oliver Turvey          | NIO 333 FE Team                          | 24     | NC        | 23    | 1:41:840         |
| –       | Tom Blomqvist          | NIO 333 FE Team                          | 24     | NC        | 19    | 1:42:854         |
| –       | Norman Nato            | ROKiT Venturi Racing                     | 23     | NC        | 6     | 1:41:837         |
| –       | Edoardo Mortara        | ROKiT Venturi Racing                     | 20     | DNF       | 16    | 1:41:594         |
| –       | Pascal Wehrlein        | TAG Heuer Porsche Formula E Team         | 19     | DNF       | 9     | 1:41:102         |
| –       | André Lotterer         | TAG Heuer Porsche Formula E Team         | 19     | DNF       | 5     | 1:40:608         |
| –       | Mitch Evans            | Jaguar Racing                            | 15     | DNF       | 17    | 1:41:409         |
| –       | Sérgio Sette Câmara    | Dragon / Penske Autosport                | 14     | DNF       | 18    | 1:40:869         |
| –       | Maximilian Günther     | BMW i Andretti Motorsport                | 10     | DNF       | 2     | 1:42:650         |
| –       | Sébastien Buemi        | Nissan e.dams                            | 1      | DNF       | 4     | 2:17:213         |
| –       | Oliver Rowland         | Nissan e.dams                            | 24     | DSQ       | 8     | 1:40:538         |
| –       | Alexander Sims         | Mahindra Racing                          | 24     | DSQ       | 11    | 1:40:187         |
| –       | António Félix da Costa | DS Techeetah                             | 24     | DSQ       | 1     | 1:39:625         |
| –       | Alex Lynn              | Mahindra Racing                          | 24     | DSQ       | 3     | 1:40:814         |
| –       | Sam Bird               | Jaguar Racing                            | 24     | DSQ       | 20    | 1:41:106         |
| Quelle: |                        |                                          |        |           |       |                  |

### Renntag 2

#### Qualifying
| Pos. | Fahrer                 | Team                                     | Zeit     | Superpole | Start |
| ---- | ---------------------- | ---------------------------------------- | -------- | --------- | ----- |
| 01   | Jake Dennis            | BMW i Andretti Motorsport                | 1:31.855 | 1:28.548  | 1     |
| 02   | André Lotterer         | TAG Heuer Porsche Formula E Team         | 1:31.958 | 1:29.411  | 5     |
| 03   | Alex Lynn              | Mahindra Racing                          | 1:32.585 | 1:29.737  | 2     |
| 04   | Tom Blomqvist          | NIO 333 FE Team                          | 1:32.727 | 1:30.202  | 3     |
| 05   | Oliver Turvey          | NIO 333 FE Team                          | 1:32.950 | 1:30.403  | 4     |
| 06   | Norman Nato            | ROKiT Venturi Racing                     | 1:33.155 | 1:30.489  | 6     |
| 07   | Jean-Éric Vergne       | Jean-Éric Vergne                         | 1:33.198 | –         | 7     |
| 08   | Oliver Rowland         | Nissan e.dams                            | 1:33.336 | –         | 8     |
| 09   | Sébastien Buemi        | Nissan e.dams                            | 1:33.390 | –         | 9     |
| 10   | Sérgio Sette Câmara    | Dragon / Penske Autosport                | 1:33.452 | –         | 10    |
| 11   | Alexander Sims         | Mahindra Racing                          | 1:33.479 | –         | 11    |
| 12   | António Félix da Costa | DS Techeetah                             | 1:33.604 | –         | 12    |
| 13   | Pascal Wehrlein        | TAG Heuer Porsche Formula E Team         | 1:33.745 | –         | 13    |
| 14   | René Rast              | Audi Sport ABT Schaeffler Formula E Team | 1:33.879 | –         | 14    |
| 15   | Edoardo Mortara        | ROKiT Venturi Racing                     | 1:33.898 | –         | 15    |
| 16   | Mitch Evans            | Jaguar Racing                            | 1:34.115 | –         | 19    |
| 17   | Robin Frijns           | Envision Virgin Racing                   | 1:34.166 | –         | 16    |
| 18   | Stoffel Vandoorne      | Mercedes-EQ Formula E Team               | 1:34.416 | –         | 17    |
| 19   | Nyck de Vries          | Mercedes-EQ Formula E Team               | 1:34.419 | –         | 18    |
| 20   | Sam Bird               | Jaguar Racing                            | 1:34.480 | –         | 20    |
| 21   | Nico Müller            | Dragon / Penske Autosport                | 1:34.588 | –         | 21    |
| 22   | Lucas di Grassi        | Audi Sport ABT Schaeffler Formula E Team | 1:34.610 | –         | 22    |
| 23   | Nick Cassidy           | Envision Virgin Racing                   | 1:37.838 | –         | 23    |
| 24   | Maximilian Günther     | BMW i Andretti Motorsport                | 1:41.980 | –         | 24    |

#### Rennen
| Pos.    | Fahrer                 | Team                                     | Runden | Zeit      | Start | Schnellste Runde |
| ------- | ---------------------- | ---------------------------------------- | ------ | --------- | ----- | ---------------- |
| 01      | Jake Dennis            | BMW i Andretti Motorsport                | 30     | 46:32.002 | 1     | 1:30:658         |
| 02      | André Lotterer         | TAG Heuer Porsche Formula E Team         | 30     | +1.483    | 5     | 1:31:180         |
| 03      | Alex Lynn              | Mahindra Racing                          | 30     | +2.428    | 2     | 1:30:263         |
| 04      | Oliver Rowland         | Nissan e.dams                            | 30     | +2.870    | 8     | 1:31:078         |
| 05      | Norman Nato            | ROKiT Venturi Racing                     | 30     | +5.811    | 6     | 1:31:067         |
| 06      | René Rast              | Audi Sport ABT Schaeffler Formula E Team | 30     | +8.122    | 14    | 1:31:718         |
| 07      | Jean-Éric Vergne       | DS Techeetah                             | 30     | +8.782    | 7     | 1:31:388         |
| 08      | Oliver Turvey          | NIO 333 FE Team                          | 30     | +11.292   | 4     | 1:31:378         |
| 09      | Edoardo Mortara        | ROKiT Venturi Racing                     | 30     | +12.014   | 15    | 1:31:595         |
| 10      | Lucas di Grassi        | Audi Sport ABT Schaeffler Formula E Team | 30     | +12.405   | 22    | 1:31:015         |
| 11      | Sébastien Buemi        | Nissan e.dams                            | 30     | +13.295   | 9     | 1:31:570         |
| 12      | Maximilian Günther     | BMW i Andretti Motorsport                | 30     | +13.594   | 24    | 1:30:500         |
| 13      | Nick Cassidy           | Envision Virgin Racing                   | 30     | +14.329   | 23    | 1:31:139         |
| 14      | Sam Bird               | Jaguar Racing                            | 30     | +15.151   | 20    | 1:30:370         |
| 15      | Mitch Evans            | Jaguar Racing                            | 30     | +17.213   | 19    | 1:30:846         |
| 16      | Nyck de Vries          | Mercedes-EQ Formula E Team               | 30     | +18.444   | 18    | 1:31:608         |
| 17      | Tom Blomqvist          | Nissan e.dams                            | 30     | +18.885   | 3     | 1:31:789         |
| 18      | Pascal Wehrlein        | TAG Heuer Porsche Formula E Team         | 30     | +19.274   | 13    | 1:31:873         |
| 19      | Robin Frijns           | Envision Virgin Racing                   | 30     | +19.756   | 16    | 1:31:368         |
| 20      | Nico Müller            | Dragon / Penske Autosport                | 30     | +21.069   | 21    | 1:30:880         |
| 21      | Sérgio Sette Câmara    | Dragon / Penske Autosport                | 30     | +32.079   | 10    | 1:32:054         |
| 22      | António Félix da Costa | DS Techeetah                             | 30     | +59.698   | 12    | 1:30:718         |
| 23      | Alexander Sims         | Mahindra Racing                          | 30     | +1:04.277 | 11    | 1:30:081         |
| –       | Stoffel Vandoorne      | Mercedes-EQ Formula E Team               | 20     | DNF       | 17    | 1:31:463         |
| Quelle: |                        |                                          |        |           |       |                  |

## Meisterschaftsstände nach den Rennen
Die ersten Zehn des Rennens bekamen 25, 18, 15, 12, 10, 8, 6, 4, 2 bzw. 1 Punkt(e). Zusätzlich gab es drei Punkte für die Pole-Position, einen Punkt für den schnellsten Fahrer nach der Qualifying-Gruppenphase und einen Punkt für den Fahrer unter den ersten Zehn, der die schnellste Rennrunde erzielte.

### Fahrerwertung
| Pos. | Fahrer            | Team                                     | Punkte |
| ---- | ----------------- | ---------------------------------------- | ------ |
| 01   | Nyck de Vries     | Mercedes-EQ Formula E Team               | 57     |
| 02   | Stoffel Vandoorne | Mercedes-EQ Formula E Team               | 48     |
| 03   | Sam Bird          | Jaguar Racing                            | 43     |
| 04   | Robin Frijns      | Envision Virgin Racing                   | 43     |
| 05   | Mitch Evans       | Jaguar Racing                            | 39     |
| 06   | René Rast         | Audi Sport ABT Schaeffler Formula E Team | 39     |
| 07   | Jean-Éric Vergne  | DS Techeetah                             | 33     |
| 08   | Jake Dennis       | BMW i Andretti Motorsport                | 33     |
| 09   | Edoardo Mortara   | ROKiT Venturi Racing                     | 32     |
| 10   | Pascal Wehrlein   | TAG Heuer Porsche Formula E Team         | 32     |
| 11   | Nico Müller       | Dragon / Penske Autosport                | 30     |
| 12   | Oliver Rowland    | Nissan e.dams                            | 27     |

| Pos. | Fahrer                 | Team                                     | Punkte |
| ---- | ---------------------- | ---------------------------------------- | ------ |
| 13   | Alexander Sims         | Mahindra Racing                          | 24     |
| 14   | António Félix da Costa | DS Techeetah                             | 24     |
| 15   | Alex Lynn              | Mahindra Racing                          | 21     |
| 16   | André Lotterer         | TAG Heuer Porsche Formula E Team         | 18     |
| 17   | Nick Cassidy           | Envision Virgin Racing                   | 15     |
| 18   | Oliver Turvey          | NIO 333 FE Team                          | 13     |
| 19   | Lucas di Grassi        | Audi Sport ABT Schaeffler Formula E Team | 13     |
| 20   | Sérgio Sette Câmara    | Dragon / Penske Autosport                | 12     |
| 21   | Maximilian Günther     | BMW i Andretti Motorsport                | 12     |
| 22   | Sébastien Buemi        | Nissan e.dams                            | 11     |
| 23   | Norman Nato            | ROKiT Venturi Racing                     | 11     |
| 24   | Tom Blomqvist          | NIO 333 FE Team                          | 5      |

### Teamwertung
| Pos. | Team                                     | Punkte |
| ---- | ---------------------------------------- | ------ |
| 01   | Mercedes-EQ Formula E Team               | 105    |
| 02   | Jaguar Racing                            | 82     |
| 03   | Envision Virgin Racing                   | 58     |
| 04   | DS Techeetah                             | 57     |
| 05   | Audi Sport ABT Schaeffler Formula E Team | 52     |
| 06   | TAG Heuer Porsche Formula E Team         | 50     |

| Pos. | Team                      | Punkte |
| ---- | ------------------------- | ------ |
| 07   | BMW i Andretti Motorsport | 45     |
| 08   | Mahindra Racing           | 45     |
| 09   | ROKiT Venturi Racing      | 43     |
| 10   | Dragon / Penske Autosport | 42     |
| 11   | Nissan e.dams             | 38     |
| 12   | NIO 333 FE Team           | 18     |